# Armand de Gramont
Armand de Gramont, comte de Guiche (nascut el 1638 - Bad Kreuznach, 1673) fou un militar francès, era fill del també militar Antoni III de Gramont i germà del polític Antoni Charles.
Fou desterrat de la cort pels seus regals a Enriqueta d'Anglaterra, esposa del germà de Lluís XIV (Felip IV de Valois, i serví a Polònia en la guerra contra els turc. Tornat a França, fou novament desterrat per una intriga contra Lluïsa de La Vallière.
Més tard feu campanyes a les ordres del gran Condé i es distingí fent que passés el riu Rin nedant tot l'exèrcit a la vista de l'enemic. Finalment, havent estat derrotat per Montecuculli el 1673, va caure en una gran depressió, que li produí la mort.
Les seves Mémoires concertant les Provinces-Unies foren publicades el 1744.